# San Ramón, San Ignacio Cerro Gordo
San Ramón är en ort i Mexiko.   Den ligger i kommunen San Ignacio Cerro Gordo och delstaten Jalisco, i den centrala delen av landet, 400 km väster om huvudstaden Mexico City. San Ramón ligger 1 990 meter över havet och antalet invånare är 101.
Terrängen runt San Ramón är platt åt sydost, men åt nordväst är den kuperad. Terrängen runt San Ramón sluttar söderut. Runt San Ramón är det ganska tätbefolkat, med 72 invånare per kvadratkilometer. Närmaste större samhälle är Arandas, 16,0 km öster om San Ramón. I omgivningarna runt San Ramón växer huvudsakligen savannskog.